# Crocidura lamottei
Crocidura lamottei är en däggdjursart som beskrevs av Heim de Balsac 1968. Crocidura lamottei ingår i släktet Crocidura och familjen näbbmöss. IUCN kategoriserar arten globalt som livskraftig.
Denna näbbmus förekommer i västra Afrika från Senegal till gränsområdet mellan Nigeria och Kamerun. Den lever främst i savanner men det antas att den även besöker mindre skogar.

## Underarter
Arten delas in i följande underarter:
- C. l. elegans
- C. l. lamottei